# Eustachys brevipila
Eustachys brevipila är en gräsart som först beskrevs av Bernardo Rosengurtt och Primavera Izaguirre de Artucio, och fick sitt nu gällande namn av José Aristida Alfredo Caro och Evangelina A. Sánchez. Eustachys brevipila ingår i släktet Eustachys och familjen gräs. Inga underarter finns listade i Catalogue of Life.